# Bandiera della Karačaj-Circassia
La bandiera della Karačaj-Circassia è la bandiera ufficiale della repubblica federale della Karačaj-Circassia dal 3 febbraio 1994, quando venne approvata dal parlamento della Repubblica.

## Descrizione
La bandiera nazionale della Karačaj-Circassia è composta da tre bande orizzontali di colore: azzurro, verde e rosso. Al centro della bandiera, è presente, inscritto in un cerchio, il profilo del monte Elbrus, presente anche nella bandiera del Kabardino-Balkaria, con un sole che sorge alle sue spalle.
Le proporzioni della bandiera sono di 1:2.